# Anna-Carina Woitschack
Anna-Carina Woitschack, coniugata Mross (Helmstedt, 28 ottobre 1992), è una cantante tedesca.

## Biografia
È salita alla ribalta nel 2011, dopo aver preso parte all'ottava edizione di Deutschland sucht den Superstar, la versione tedesca di American Idol, dove si è classificata 8ª su dieci finalisti.
Il primo ingresso della cantante nella Deutsche Albumchart è avvenuto nel 2017 con l'uscita del terzo album in studio Ich wollte nie dein Engel sein, mentre il suo primo disco a trovare il proprio piazzamento oltre i confini è stato Schenk mir den Moment, posizionatosi anche nella Ö3 Austria Top 40 e nella Schweizer Hitparade. Conseguirà il suo primo album in top ten in Germania per mezzo di Träumer, messo in commercio nel 2021, il quale si è posto in top twenty sia in Austria sia in Svizzera.

## Discografia

### Album in studio
- 2012 – Einzigartig
- 2014 – Universum
- 2017 – Ich wollte nie dein Engel sein
- 2018 – Liebe passiert
- 2019 – Schenk mir den Moment
- 2020 – Stark wie zwei (con Stefan Mross)
- 2021 – Träumer
- 2022 – Lichtblicke
- 2024 – Meine Zeit

### Album di remix
- 2025 – Remixe

### EP
- 2021 – Traumhafte Weihnachten

### Raccolte
- 2016 – Das Beste
- 2018 – Meine ersten großen Hits
- 2019 – Juwelen & Glanzstücke
- 2021 – Große Hits & noch mehr

### Singoli
- 2012 – In nur einer Nacht
- 2012 – Sag nicht goodbye zu unseren Träumen
- 2013 – Na wie geht's dir
- 2013 – Ich will diesen Sommer
- 2013 – Deine Welt aus Gold (con Nadine Fabielle)
- 2013 – Nichts geht mehr (Rien ne va plus)
- 2014 – Looping von Gefühlen
- 2017 – Wenn es schneit
- 2018 – Verboten aber schön
- 2019 – Eine Nacht im Paradies
- 2019 – Leuchtturm
- 2020 – Paradies der Ewigkeit (con Stefan Mross)
- 2020 – Blaue Lagune (con Stefan Mross)
- 2021 – 1000 mal du und ich (con Stefan Mross)
- 2021 – Einmal unendlich
- 2021 – Küss mich wach
- 2022 – Legendär
- 2022 – Davon will ich mehr
- 2023 – Das Beste
- 2023 – Tag 1
- 2023 – Liebe ist ein Wunder
- 2023 – Herzen haben keine Fenster
- 2023 – Feuer